# Фрањо Гилер
Фрањо Гилер „Јожа“ (Сремска Митровица, 1. септембар 1907 — Вршац, 20. децембар 1943) спада у најбоље југословенске фудбалере свих времена, државни репрезентативац и учесник IX летњих олимпијских игара у Амстердаму 1928.
Једно од најбољих левих крила које је југословенски фудбал имао пре Другог светског рата.

## Каријера
Фрањо Гилер, звани Јожа, одиграо је за државну репрезентацију 13 утакмица и са њом учествовао на IX олимпијади у Амстердаму. „Осредњег раста, брз и продоран, у трку мало погурен, био је фудбалер највише класе“, писао је о њему врсни познавалац фудбалске вештине Васа Стојковић. Фудбалски век Јоже Гилера био је кратак због повреде, а животни век су му заувек прекинули фашисти.
Фрањо Гилер, син месара Матије, родио се 1. септембра 1907. у Сремској Митровици, где је похађао нижу пучку школу и шест разреда гимназије (1919 — 1924). Фудбал је почео да игра са петнаестак година у сремскомитровачком „Грађанском“. Потом је прешао у „Грађански“ из Загреба, са којим 1926. и 1928. осваја државно првенство Краљевине Југославије. Каријеру је убрзо наставио у београдској „Југославији“, а завршио у „Чукаричком“, као играч и тренер. У дресу репрезентације Југославије, Јожа Гилер је дебитовао 30. маја 1926. против Бугарске (З:1) у Загребу, а последњу утакмицу одиграо 30. јуна 1932. у Београду против исте екипе (2:3). На тринаест утакмица за А тим постигао је три гола. Играо је по три пута за државну Б селекцију и репрезентацију Београда, а седам пута за репрезентацију Загреба.
Теже је повредио колено маја 1929, у Паризу, приликом сусрета са Француском и био први југословенски играч који се подвргао операцији менискуса. Операција је извршена у Бечу а Гилер ју је сам платио 30.000 ондашњих динара. На IX олимпијским играма у Амстердаму 1928., Гилер је био један од укупно 40 спортиста из Југославије. Наша репрезентацнја играла је у саставу: Шифлиш, Ивковић, Митровић, Арсенијевић, Премерл, Ђорђевић, Сотировић, Бек, Боначић, Циндрић и Гилер. Екипа је изгубила од Португала (1:2), који је победоносни гол постигао у последњим тренуцима меча.
Касније, пошто се повредио и прешао у „Чукарички“ (1935), Гилер је мање играо и посветио се тренерском позиву. Заједно са Браниславом Банетом Секулићем, био је први квалификовани тренер у Београду.
Мобилисан за време рата као фолксдојчер (Хрват, немачког порекла), Јожа Гилер је покушао да побегне и пребаци се међу сремске партизане. Био је откривен и предат Гестапоу. Немачки преки војни суд осудио га је на смрт, а казна стрељањем извршена је 20. децембра 1943. године у Вршцу.